# 한상
한상(韓詳, ?~?)은 고구려로 망명한 북위의 호족이다. 그의 아들 한기의 묘지명에 그에 대한 기록이 남아있다.

## 생애
효창대에 고구려 안장왕은 거란을 시켜 북위의 영주(營州)를 공격해 당시 북위의 평주사마자의참군(平州司馬諮議參軍)직에 있던 그와 그가 거느리는 500호를 데리고 오게 했으며,  안장왕은 그에게 대사자(大使者)의 관등을 내린 뒤 고구려의 대상이 그를 직접 만났다고 한다.